# Канівський природний заповідник
Ка́нівський приро́дний запові́дник Київського національного університету імені Тараса Шевченка — природний заповідник в Україні. Розташований у межах Черкаської області, неподалік від міста Канева, на правому березі та заплавних островах Дніпра. Межує безпосередньо з Чернечою горою — місцем поховання Т. Г. Шевченка.
Площа 2027 гектарів. Створений 30 липня 1923 року на базі Канівського навчально-дослідного лісового господарства. Є структурним підрозділом Київського національного університету імені Тараса Шевченка.
Основні функції заповідника — охорона еталонних та унікальних природних комплексів лісостепу, збереження біорізноманіття, спостереження за зміною природних процесів.

## Історія
Ще майже за століття до створення заповідника, в 1832 році Ф. Дюбуа де Монпере звернув увагу на деформованість поширених тут геологічних порід, що дало початок вивченню відомих тепер у всьому світі Канівських геологічних дислокацій. У 1875–1876 роках професор А. Рогович зібрав унікальний палеозоологічний матеріал і звернув увагу на величезні скупчення в ньому викопних решток різних геологічних епох.
Важливою передумовою створення заповідника була також потреба захисту Тарасової (Чернечої) гори від ерозійної руйнації шляхом вилучення із господарської діяльності навколишніх земель.
Канівський природний заповідник — один з найстаріших заповідників України. Він був створений згідно з постановою Колегії Наркомзему УРСР від 30 липня 1923 року. За період існування площа заповідника та статус цієї території неодноразово змінювались. У 1939 році був переданий у відання Київського державного університету ім. Т. Г. Шевченка.
Для становлення заповідника як наукового осередку багато зробив його директор О. Кришталь, котрий згодом став професором Київського університету. Завдяки його зусиллям у 1947 році вперше був виданий «Збірник праць Канівського біогеографічного заповідника». У 1951 році заповідник був ліквідований та по 1968 рік ця територія була навчально-дослідним лісовим господарством Київського університету.
Постановою Ради Міністрів УРСР від 12 листопада 1968 року № 568 цій території було повернуто статус державного заповідника. Розпорядженням РМ УРСР від 22 грудня 1986 року № 717-р площа заповідника була збільшена і на сьогодні вона становить 2027,0 га.

## Території заповідника

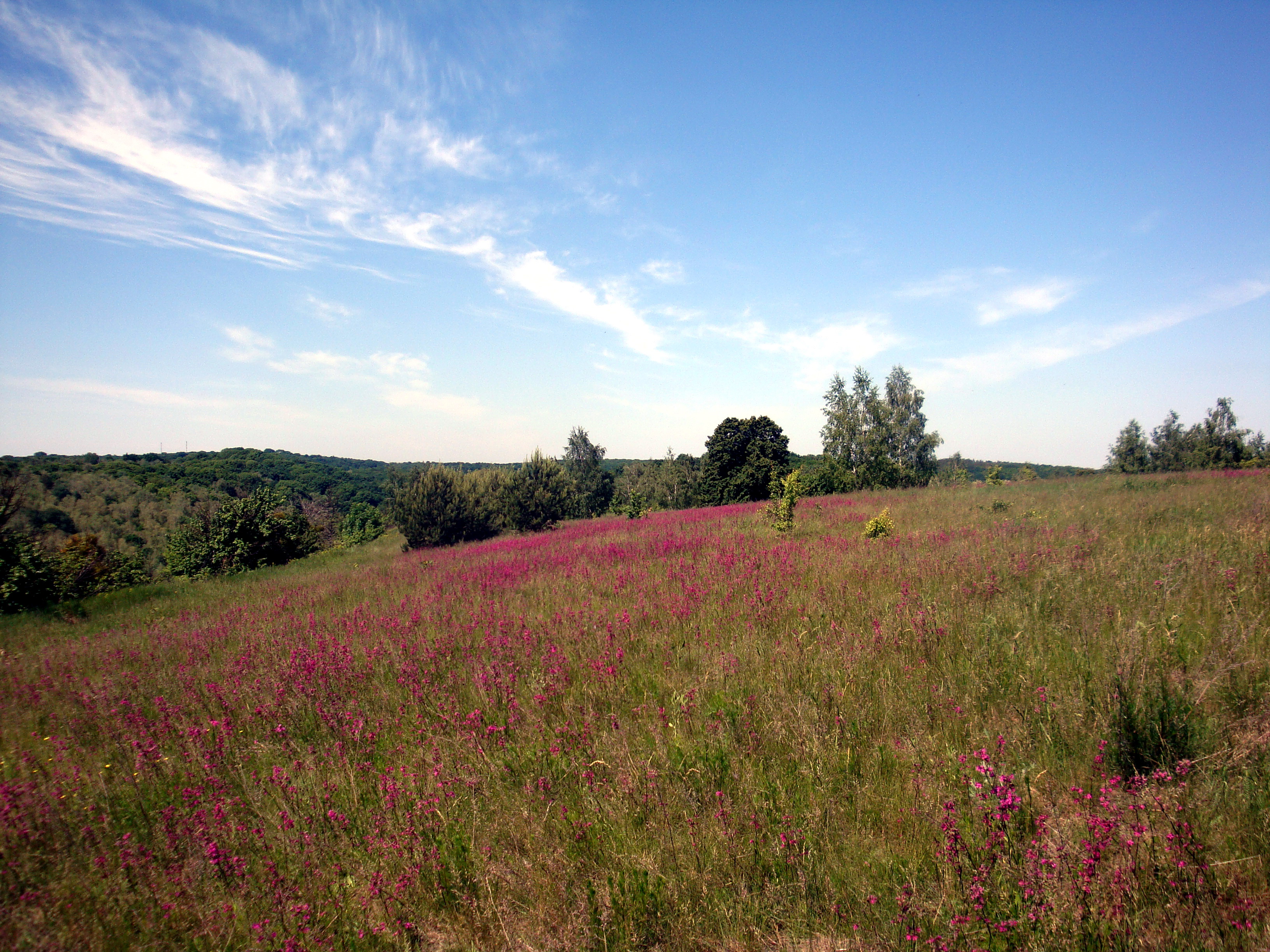
Княжа гора

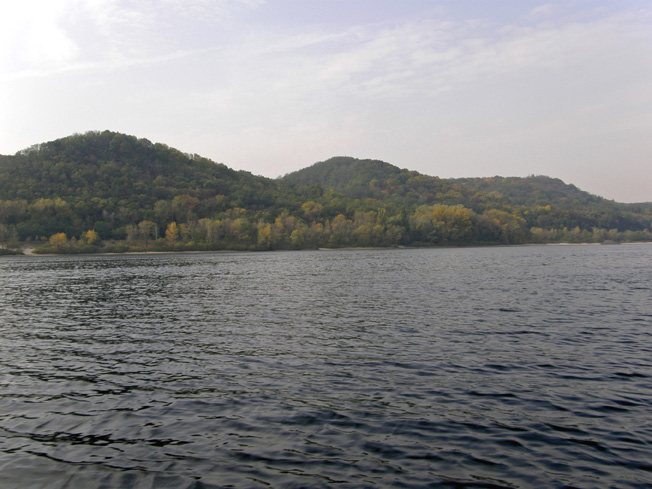
Вигляд на нагірну частину заповідника

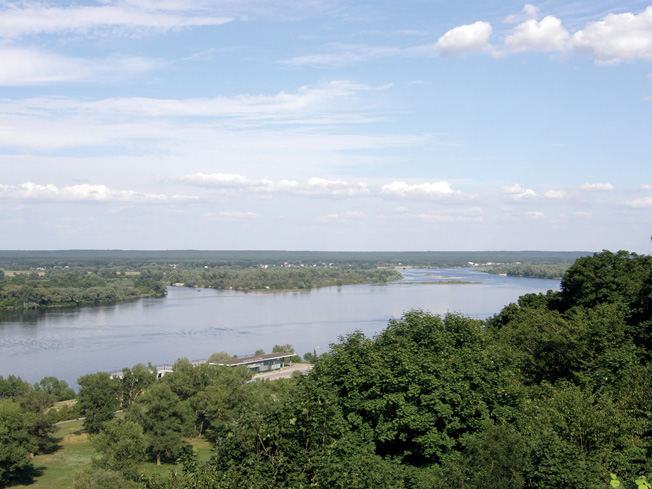
Вигляд на заплаву Дніпра, вдалині — острів Круглик

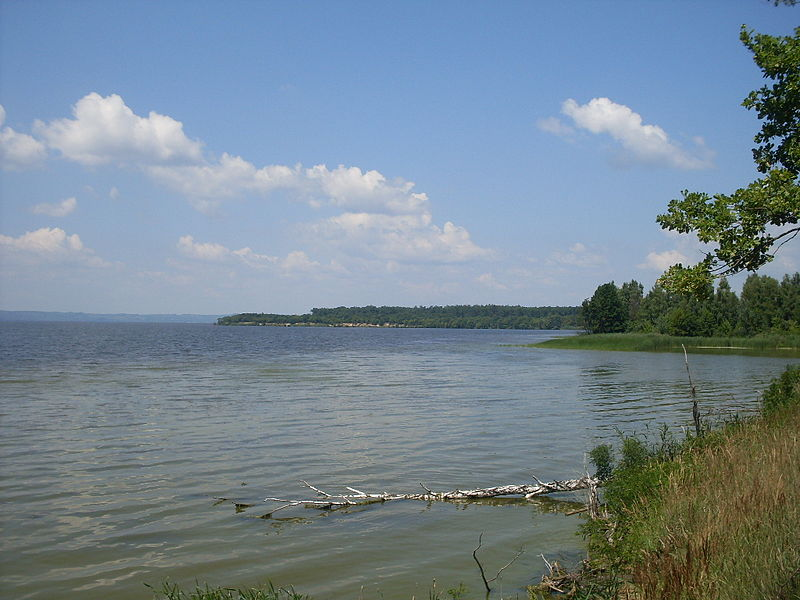
Вигляд на Зміїні острови

Його територія включає так звану нагірну частину — покриті лісом яри та пагорби на правому березі Дніпра (1415 га), два заплавних острови Дніпра — Круглик (92 га) і Шелестів (394 га) та Зміїні острови (116 га) в Канівському водосховищі — останці лівобережної тераси. Навколо території заповідника встановлено охоронну зону площею 1353 га.

### Острів Шелестів
Невеликий річковий острів на Дніпрі. Розташований навпроти села Прохорівка Канівського району. Острів видовжено-овальної форми, з трьома довгастими півостровами на південному сході. Західні та північні береги стрімкіші, аніж східні. Острів майже повністю вкритий лісами, які чергуються із чагарниками. Лише на південному заході є велика ділянка безлісся. Від лівого берега Дніпра відокремлений протокою Річище. Довжина острова  — 3,7 км, ширина — 1,3 км, висота — 89 м. До лівого берега Дніпра — 0,2 км, до правого — 0,7 км, до острова Круглик — 120 м.

### Острів Круглик
Невеликий річковий острів на Дніпрі. Розташований навпроти села Келеберда Канівського району. Острів овальної форми, з невеликим півостровом на півночі, який у період паводків може відокремлюватись. Південно-західні береги стрімкіші, аніж північно-східні, тому на півночі та сході берегова лінія заболочена. Острів майже повністю вкритий лісами, які чергуються із чагарниками. Північний півострів повністю болотистий і вкритий луками. Довжина острова — 1,7 км, ширина — 0,6 км (з півостровом та затокою між ними — 1,1 км), висота — 85 м. До лівого берега Дніпра — 0,4 км, до правого — 0,35 км, до острова Шелестів — 120 м.

### Зміїні острови
Неповторно мальовничими є заплавні Зміїні острови. Їхню значну частину займають столітні дуби й сосни. На одній ділянці можна побачити сон-траву, очерет і конвалію. Це пов'язано із підтопленням островів водою. У типові лісостепові комплекси інтенсивно вселяються болотні види, відбувається перебудова природної екосистеми.

## Природні умови
За схемою фізико-географічного районування територія заповідника перебуває на межі Дністровсько-Дніпровського та Лівобережно-Дніпровського лісостепових країв Лісостепової зони. За геоботанічним районуванням рослинність цієї території належить до Умансько-Канівського (Правобережного центрального) округу Подільсько-Середньопридніпровської підпровінції Східноєвропейської провінції Європейсько-Сибірської лісостепової області.
Через значну розчленованість рельєфу на території заповідника спостерігається велика різноманітність мікрокліматичних умов, ґрунтового й рослинного покривів та тваринного світу.
Ще в недалекому минулому Канівські гори були лісовим краєм. Ковилово-різнотравний степ займав переважно верхівки горбів і південні крутосхили. Та вже на початку ХХ ст. внаслідок людської діяльності лісовий покрив значно зменшився. Вирубування лісів призвело до заміни основної породи дуба грабом. Після знищення лісів на крутосхилах почалася сильна ґрунтова ерозія. Тому нині яри займають майже третину території заповідника. Глибина деяких із них — Сухий потік, Маланчин потік, Комашиний яр — сягає 30—40 м. До території заповідника входять також відроги Хмілянського яру — одного з найбільших у Європі.

## Флора

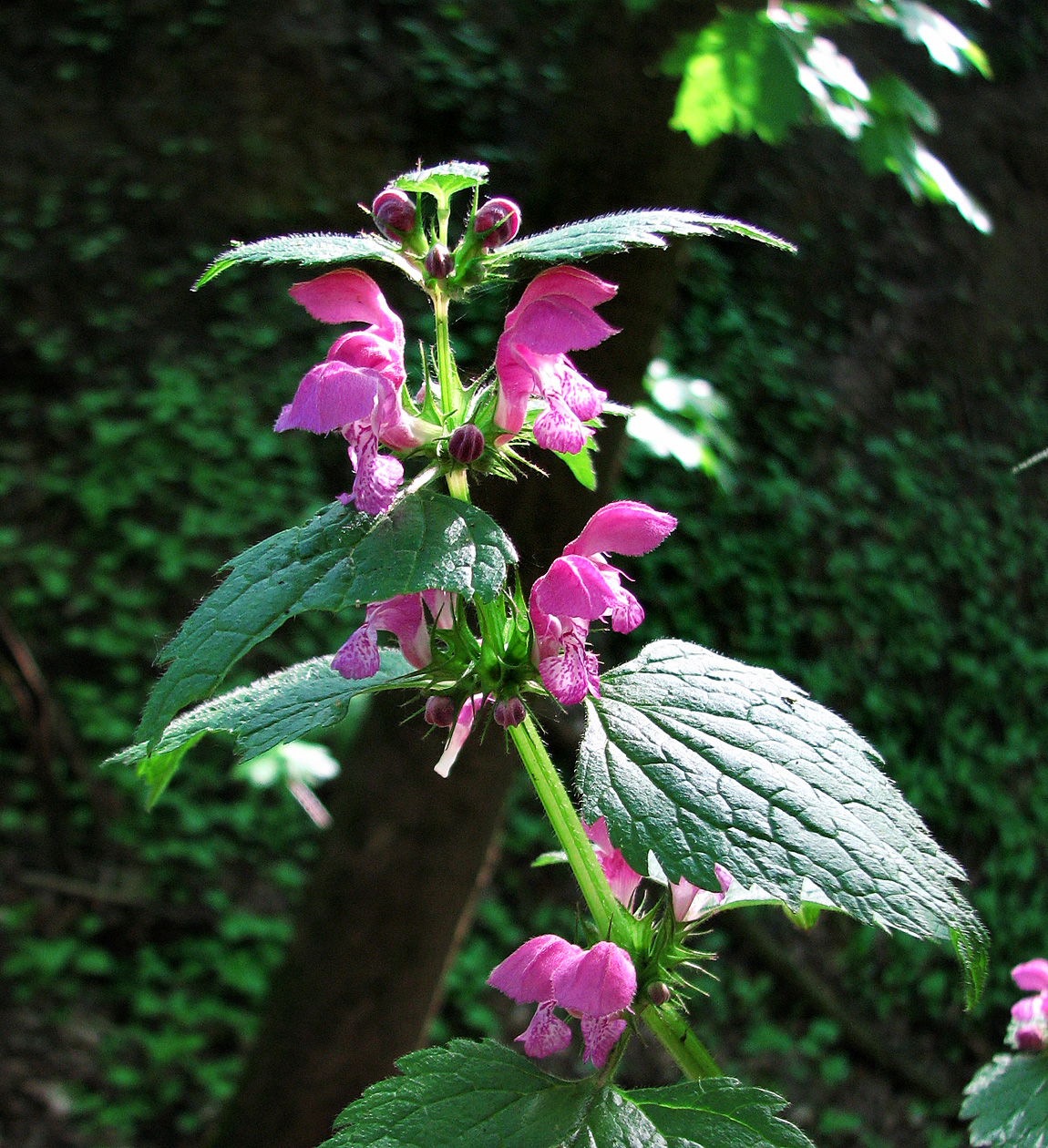
Глуха кропива крапчаста. Канівський природний заповідник

У лісовому покриві домінує граб з домішкою дуба звичайного, кленів гостролистого і польового, липи серцелистої, берези бородавчастої, ясена звичайного. Грабова діброва заповідника розташована на східній межі суцільного поширення європейських грабових лісів. Тут відомі і найбільш північні та східні місця зростання деяких європейських рідкісних рослин: підсніжника звичайного, скополії карніолійської, цибулі ведмежої, ранника весняного. На затінених північних схилах та в тальвегах трапляються реліктові рослини, що збереглися тут з льодовикових часів: багаторядники Брауна та шипуватий, голокучник дубовий, грушанка мала. На добре освітлених південних схилах можна побачити релікти вже теплішого міжльодовикового періоду: чину рябу, шоломницю високу та інші.
Значне наукове зацікавлення становлять екосистеми заплавних островів. Саме їх можна віднести до еталонних. Після створення на Дніпрі каскаду водосховищ таких островів практично не залишилося.
На території заповідника охороняються 2 лісових, 1 степове та 2 водних рослинних угруповання, занесені до Зеленої книги України.
У флорі заповідника нараховується 990 видів судинних рослин, що становить близько 20 % флори України. Тут виявлено 170 видів лишайників, 138 — мохоподібних, а також 1232 види справжніх грибів. У заповіднику зростають 5 видів рослин, занесених до Європейського червоного списку, 29 видів, занесених до Червоної книги України, 6 видів з Додатку I Бернської конвенції.

## Фауна

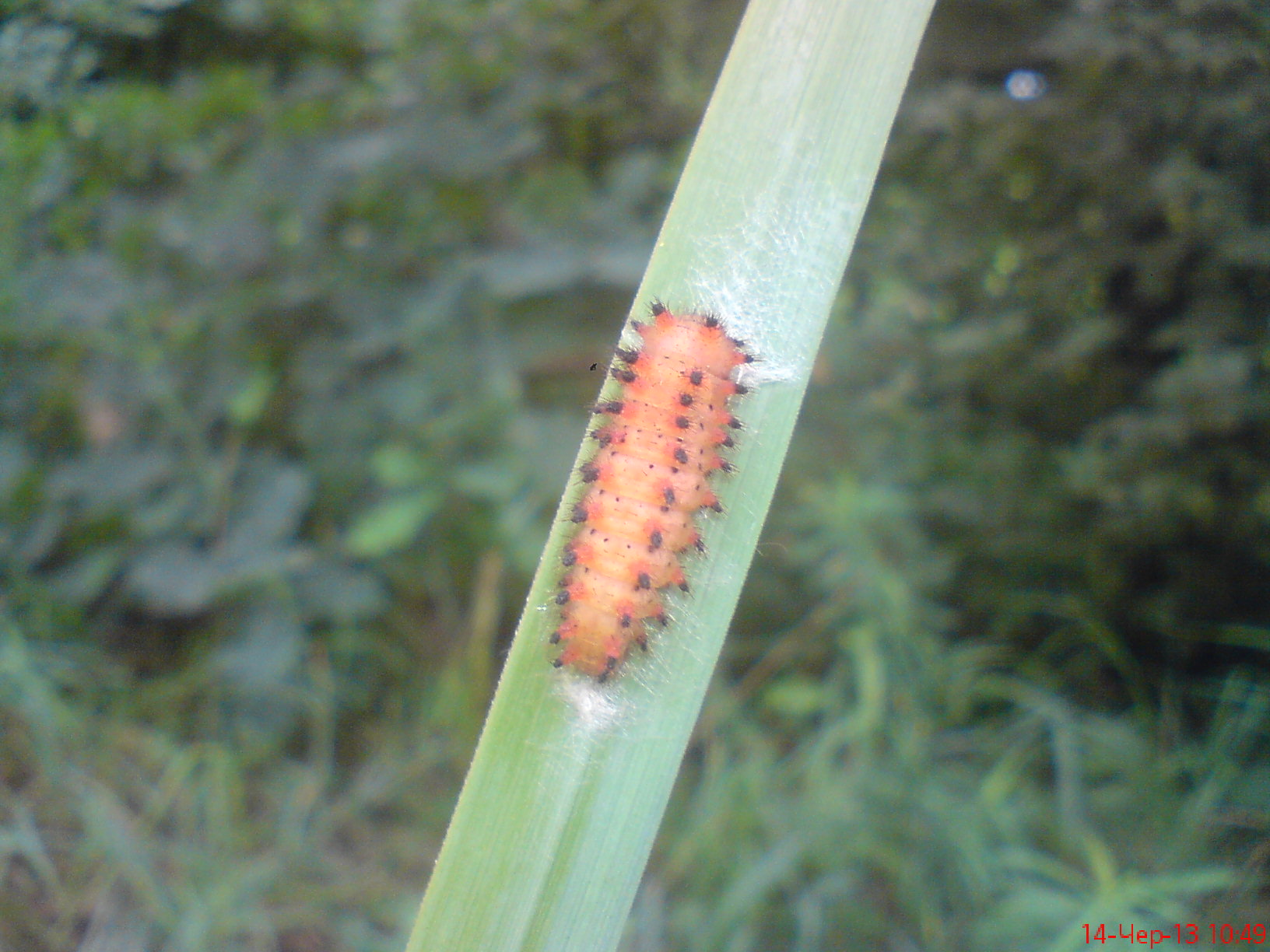
Гусінь поліксени

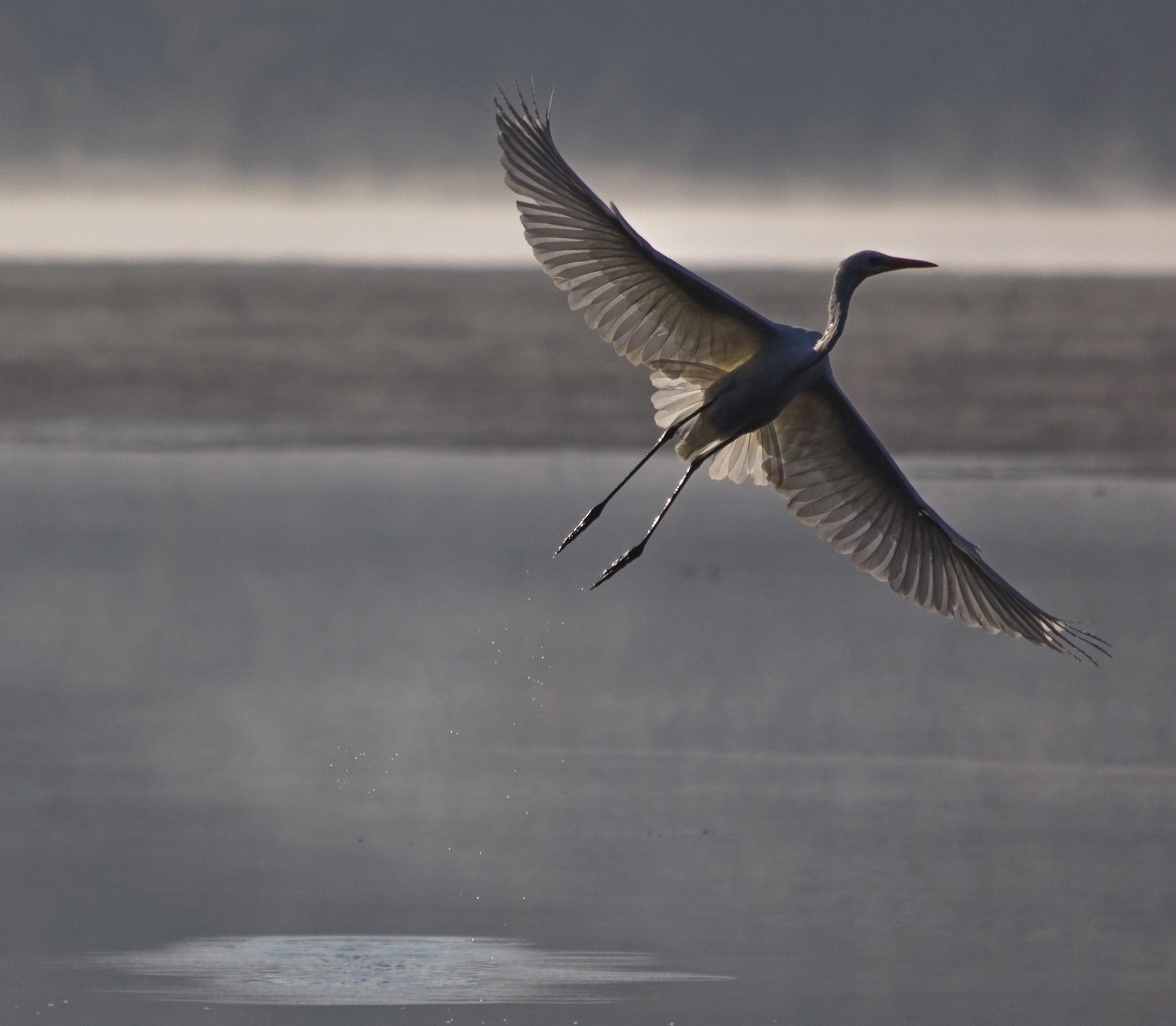
Чапля велика біла у заповіднику

Багатою є також фауна заповідника. В районі Канівських дислокацій виявлено понад 10 тисяч видів безхребетних тварин (всього по Україні їх нараховується 25 тис. видів). Тільки комах мешкає в заповіднику близько 8000 видів, з яких 36 видів занесено до Червоної книги України (дибка степова, красотіл пахучий, жук-олень, вусач великий дубовий, джміль моховий, бджола-тесляр звичайна, сколія-гігант, ктир гігантський, бражник мертва голова, ведмедиця Гера, махаон, поліксена). Тут охороняється понад 300 видів павукоподібних, 200 видів молюсків, 130 видів ракоподібних, 49 видів багатоніжок, у тому числі рідкісний вид — полідесмус український.
Серед хребетних тварин у заповіднику мешкають 233 види птахів, 53 види ссавців, 11 видів земноводних, 8 видів плазунів, 37 видів риб та 1 вид круглоротих, у тому числі чимало рідкісних видів. Щороку на Дніпрі біля заповідних островів зимує до 14 особин орлана-білохвоста, а з 1996 року цей птах почав гніздитись у заповіднику. Трапляється на прольоті чорний лелека. Неодноразово траплялися змієїд і балабан. На острові Круглик є велика колонія чаплі сірої — близько 150 гнізд. На прольоті в порівняно великій кількості бувають на островах велика та мала білі чаплі.
Велике значення має заповідник і як місце відпочинку птахів під час прольотів. Восени в затоках і затопленому лісі на Круглику можна бачити великі зграї качок, куликів, мартинів.
З ссавців звичними мешканцями заповідника є сарни, дикі свині, лисиці, зайці, борсуки, трапляються лосі. На островах постійно живуть кілька сімей бобрів, біля води можна побачити сліди видри та норки.

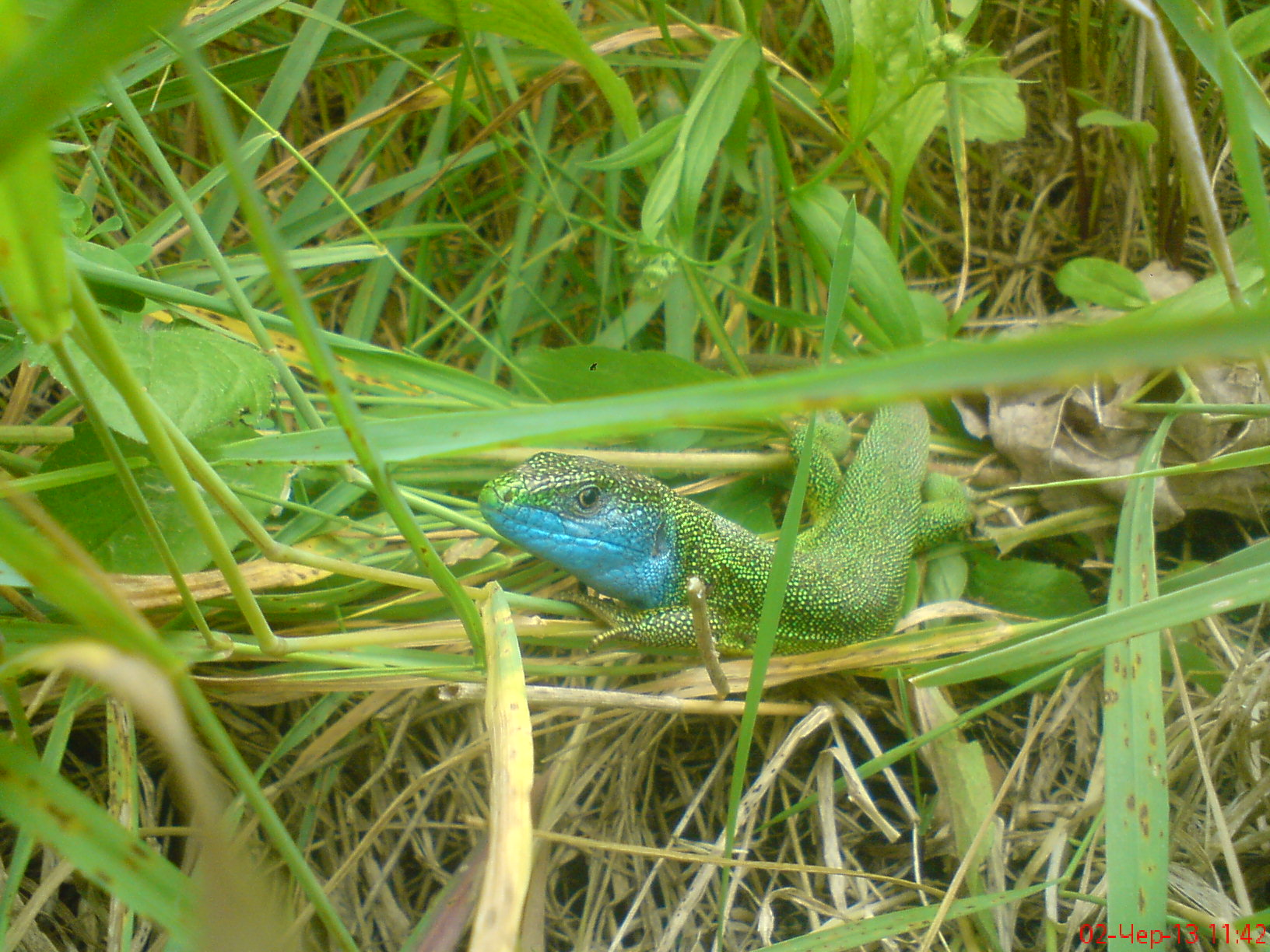
Ящірка зелена

Із земноводних поширені жаби гостроморда, трав'яна і ставкова, ропуха сіра, квакша, часничниця. Трапляються тритони звичайний і гребінчастий. Серед плазунів найчисленнішими є ящірки зелена та прудка, Вуж звичайний, рідше трапляються веретільниця, Мідянка звичайна, гадюка звичайна (чорна та плямиста форми).
Загалом на території заповідника охороняються 26 видів тварин, занесених до Європейського червоного списку, 83 види, занесені до Червоної книги України, та 175 видів тварин, що підлягають особливій охороні згідно з Бернською конвенцією.

## Стан охорони біорізноманіття
Канівський природний заповідник – один із найстаріших в Україні: тут природу дбайливо оберігають від зовнішнього втручання вже майже століття. За свідченнями сучасників його створення, ще в перші кілька років після проголошення цих місць заповідними нагірну частину території Заповідника вкривали переважно молоді грабняки і зарості чагарників, а схили ярів зяяли відкритими урвищами. Через відсутність старих дерев у лісі було дуже мало птахів-дуплогніздників, а висаджені на схилах пагорбів ще до створення Заповідника деревостани були настільки пригнічені через надмірний випас худоби місцевим населенням, що лише через 10 років заповідного режиму вдалося відновити їх природний розвиток. Зараз на Канівських горах буяє повноцінний ліс, що став домівкою і надійним прихистком для багатьох видів тварин, у тому числі й тих, чий спосіб життя можливий лише в старому лісі. Найголовніше, завдяки заповідного режиму вдалося зупинити розгортання ярів на Канівщині, які вважаються найбільшими в Європі.
Після хвилі ліквідації заповідників у 1951 р. зберегти природу на території Канівського природного заповідника вдалося завдяки тому, що він не потрапив до держлісфонду, а був реорганізований в учбово-дослідне лісове господарство Київського державного університету. Після реорганізації Заповідника адміністрація та викладачі Університету продовжували піклуватися про збереження природи цих місць, контролюючи та обмежуючи господарську діяльність учлісгоспу, таким чином мінімізуючи негативні наслідки рішення про офіційне скасування тут заповідного режиму. Відновлення Заповідника відбулося в 1968 р. за клопотанням ректора Університету, яке підтримали провідні українські вчені.
Нині будь-яке природокористування на території Заповідника проводиться лише відповідно до встановлених лімітів, які щорічно отримуються у визначеному законом порядку. Зокрема, лімітами передбачається проведення на базі Заповідника навчальної практики студентів Київського національного університету імені Тараса Шевченка. Така практика проводиться з обов’язковим дотриманням заповідного режиму. Основні екскурсії, збір рослин, комах і грибів з навчальною метою проводиться виключно поза межами Заповідника, на території якого та в охоронній зоні прокладено кілька спеціальних екологічних маршрутів винятково для проведення еколого-освітніх екскурсій. 
Державна служба охорони Заповідника, відповідно до Закону України «Про природно-заповідний фонд України», здійснює контроль за дотриманням природно-охоронного режиму його територій. Порушники заповідного режиму притягуються до адміністративної або кримінальної відповідальності в судовому порядку. 
Суттєвий внесок в охорону біорізноманіття Канівського природного заповідника забезпечують наукові співробітники Київського національного університету імені Тараса Шевченка, які здійснюють постійний моніторинг екосистем Заповідника, розробляють і запроваджують заходи зі збереження рідкісних видів флори і фауни та цінних природних комплексів Придніпров’я.
Наразі Канівський природний заповідник, як об'єкт охорони біорізноманіття, здобув світове визнання – отримав міжнародний статус території, важливої для охорони птахів (Important Bird Area) та увійшов до складу Смарагдової мережі (Emerald Network) – переліку територій особливого природоохоронного значення, важливих для збереження біорізноманіття у країнах Європи.

### Території природно-заповідного фонду у складі ПЗ «Канівський»
Нерідко, оголошенню національного парку або заповідника передує створення одного або кількох об'єктів природно-заповідного фонду місцевого значення. В результаті, великий ПЗ фактично поглинає раніше створені ПЗФ. Проте їхній статус зазвичай зберігають.
До складу території природного заповідника «Канівський» входять такі об'єкти ПЗФ України:
- Геологічна пам'ятка природи місцевого значення «Канівські куести»
- Заповідне урочище «Канівські гори»
- Регіональний ландшафтний парк «Трахтемирів» (частково)

## Наукова робота

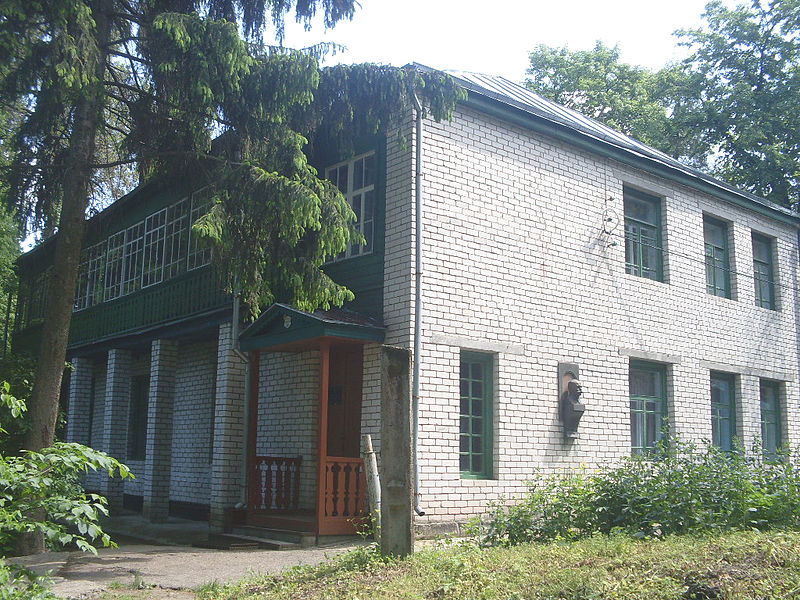
Музей природи

Екосистеми Канівського заповідника є одними з найвивченіших в Україні. Опубліковано понад 3,5 тисячі наукових праць, присвячених заповіднику. На підставі цих матеріалів захищено десятки докторських дисертацій і написано десятки монографій. Канівський заповідник традиційно вважається одним із центрів підготовки молодих спеціалістів — біологів, екологів, географів. Щороку на його садибі проходять практику до 700 студентів Київського університету ім. Тараса Шевченка та інших вищих закладів освіти. Науковці заповідника склали 30 томів «Літопису природи», започаткованого 1968 року. На стаціонарних пробних площах дослідники регулярно спостерігають за річною й сезонною динамікою рослинного покриву, провадять інвентаризацію основних груп рослин, тварин і грибів.
Не менш важливим для заповідника є вивчення інтродуцентів. Деякі з них поводяться досить агресивно щодо місцевих видів. Акація біла, клен американський, аморфа кущова вже займають значні площі, потіснивши аборигенні види. Завезена десятки років тому американська норка витісняє європейську. Отже актуальним стало прогнозування розвитку природних комплексів у цілому й стану окремих популяцій місцевих та інтродукованих видів.
Розташування заповідника в густонаселеному районі, поблизу одного з найбільших туристичних центрів України (Тарасову гору щороку відвідують до 300 тисяч туристів) створює значні рекреаційні навантаження на охоронну зону. Науковці розробили екологічну стежку для організованих екскурсій з метою пропаганди природоохоронних знань та підвищення рівня екологічної культури.
У заповіднику відкрито музей природи. У відділі палеонтології вражають людську уяву скам'янілі бивні та зуби мамонта, роги гігантського оленя, зуби акули лямна, «чортові пальці» та інше. Лісовий відділ розкриває перед відвідувачами таємниці життя лісу, а ботанічний, ніби продовжуючи цю тему, оповідає про рідкісні та лікарські рослини цього краю, про величезні можливості, які має природа у відновленні та підтриманні нашого здоров'я. У зоологічному відділі одночасно можна милуватися чудовою колекцією метеликів, опудалами козулі, плямистого оленя, лося, кабана, вовка, орла-беркута тощо. Експозиція відділу загальної екології розповідає про історію охорони природи, заповідної справи, про ті біди, яких зазнають люди від варварського ставлення до природи, порушення її законів. У відділі вшанування пам'яті першого ректора Київського університету можна дізнатися про його творчу та велику історико-культурну спадщину.

## Історична цінність

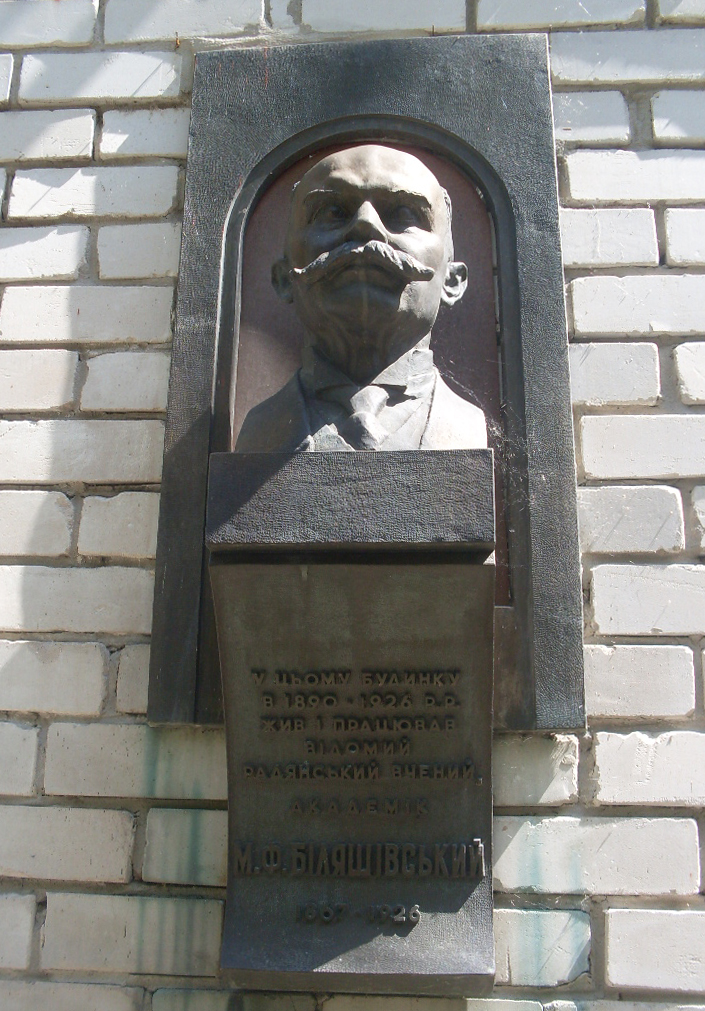
Барельєф М. Ф. Біляшівському в заповіднику

Невід'ємною частиною історії заповідника є життя і творчість великого вченого, історика, археолога, краєзнавця, фундатора Українського історичного музею академіка Миколи Федоровича Біляшівського. У двох невеликих меморіальних кімнатах музею представлено багато оригінальних документів про життя і творчість ученого.
На одній із гір заповідника — Княжій — у результаті археологічних розкопок академік М. Ф. Біляшівський 1892 року відкрив залишки літописного міста Родня — одного з перших міст східних слов'ян. Під час пізніших розкопок на території нинішнього заповідника було виявлено поселення скіфів і полян. Важливою передумовою створення заповідника була також потреба захисту Тарасової (Чернечої) гори.